# Realismo moral
Realismo moral ou Objetivismo (também chamado de realismo ético ou objetivismo moral) é a posição de que as sentenças éticas expressam proposições que se referem a características objetivas do mundo (isto é, se apresentam independentes da opinião subjetiva), algumas proposições dos quais podem ser verdades na medida em que eles relatam essas características com precisão. Isso faz o realismo moral uma forma não niilista de cognitivismo ético com uma orientação ontológica, estando na oposição a todas as formas de uma moral antirrealismo e ceticismo moral, incluindo o subjetivismo ético (que nega que as proposições morais referem-se a tratos objetivos), teorias do erro (que negam que quaisquer proposições morais são verdadeiras); e não cognitivismo (que nega que as sentenças morais expressam proposições em tudo). Dentro de realismo moral, existem duas principais subdivisões: o Naturalismo Ético e ética não naturalista.
Muitos filósofos afirmam que o realismo moral pode ser datado pelo menos desde Platão como uma doutrina filosófica, e que é uma forma totalmente defensável da doutrina moral. Um estudo descobriu que 56% dos filósofos aceitam ou inclinam-se para o realismo moral (28%: antirrealismo; 16%: outros). Alguns exemplos notáveis de realistas morais incluem David Brink, John McDowell, Peter Railton, Geoffrey Sayre-McCord, Michael Smith, Terence Cuneo, Russ Shafer-Landau, GE Moore, John Finnis, Richard Boyd, Nicholas Sturgeon, Thomas Nagel e Derek Parfit. Norman Geras argumentou que Karl Marx era um realista moral. O realismo moral tem sido estudado nas diversas aplicações filosóficas e práticas.

## Moral Realista Robusta versus Mínima
A delimitação de realismo moral numa forma mínima, uma forma moderada, e forma robusta foi apresentada na literatura.
O modelo robusto de realismo moral compromete realistas morais a três teses:
1. A tese semântica: o papel semântico primária de predicados morais (como "certo" e "errado"), deve referir-se a propriedades morais (como certo e do errado), de modo que os enunciados morais (como "a honestidade é bom" e " a escravidão é injusta ") pretendem representar fatos morais, e expressar proposições que são verdadeiras ou falsas (ou aproximadamente verdadeiro, em grande parte falsa, e assim por diante).
2. A tese alética: algumas proposições morais são de fato verdadeiras.
3. A tese metafísica: proposições morais são verdadeiras quando as ações e outros objetos de avaliação moral têm propriedades morais relevantes (de modo que se obtém fatos morais relevantes), em que estes fatos e propriedades são robustos: o seu estatuto metafísico, seja o que for, não é relevante e diferente de (certos tipos de fatos) e propriedades não morais comuns.

O modelo mínimo, ou seja, o universalismo moral, deixa de fora a tese metafísica, tratando-o como questão de disputa entre realistas morais (ao contrário de ser entre realistas morais e antirrealistas morais). Esta disputa não é insignificante, como a aceitação ou rejeição da tese metafísica sendo tomada por aqueles que empregam o modelo robusto como a diferença fundamental entre o realismo moral e a moral antirrealismo. Na verdade, a questão (excêntrica) de como classificar o certo logicamente possível, vistas como a rejeição das teses semânticas e aléticas em conjunto com a aceitação da tese metafísica sobre qual o modelo que nós aceitamos. Alguém que emprega o modelo robusto poderia chamar tal visão de "realismo não cognitivista", enquanto alguém que emprega o modelo mínimo pode simplesmente colocar esse ponto de vista ao lado de outros, com mais tradicionais formas de não cognitivismo.
O modelo robusto e o modelo mínimo também discordam sobre como classificar o subjetivismo moral (grosso modo, a visão de que fatos morais não são independentes da mente no sentido relevante, mas que as declarações morais ainda podem ser verdades). A associação histórica do subjetivismo moral com o antirrealismo em grande parte explica por que o modelo robusto de realismo moral tem sido dominante, mesmo que apenas implicitamente, tanto na literatura filosófica tradicional quanto na metaética contemporânea.
No sentido mínimo de realismo, R.M. Hare poderia ser considerado um realista em suas obras posteriores, como ele está comprometido com a objetividade dos juízos de valor, mesmo que ele negue que as declarações morais expressam proposições com valores de verdade por si só. Construtivistas morais como John Rawls e Christine Korsgaard também podem ser realistas neste sentido minimalista; este último descreve a sua própria posição como realismo processual. Algumas leituras da ciência evolutiva, como os de Charles Darwin e James Mark Baldwin têm sido sugeridas na medida em que uma ética pode estar associada a estratégias de sobrevivência e seleção natural. Logicamente, esse comportamento pode estar associado a uma posição moderada de realismo moral equivalente a uma ética de sobrevivência.

## Ciência e realismo moral
O psicólogo cognitivo Steven Pinker argumenta que o jogo de vantagens teóricas de comportamento ético apoiam a ideia de que a moralidade está "lá fora", num certo sentido (como parte da paisagem da aptidão evolutiva). O jornalista Robert Wright argumentou igualmente que a seleção natural move espécies sencientes mais perto de verdade moral de acordo como o tempo passa.
O escritor Sam Harris também argumentou que a ética pode ser objetivamente fundamentada numa compreensão da neurociência. Ele admitiu estar comprometido com alguma forma de realismo moral (vv «Moral claims can really be true or false») e alguma forma de consequencialismo (v. «The rightness of an act depends on how it affects the well-being of conscious creatures»).

## Vantagens
O Realismo moral permite que as regras comuns da lógica (modus ponens, etc.) sejam aplicadas diretamente para enunciados morais. Podemos dizer que uma crença moral é falsa ou injustificada ou contraditória, da mesma forma que faria sobre uma crença fatual. Este é um problema para o expressivismo, como mostrado pelo problema Frege-Geach. Outra vantagem do realismo moral é sua capacidade para resolver os desacordos morais: Se duas crenças morais se contradizem, o realismo diz que não podem estar ambas corretas e, portanto, todos os envolvidos deveriam estar buscando a resposta certa para resolver o desacordo. Teorias contrárias de metaética têm dificuldade até mesmo a formular a declaração "esta crença moral está errada", e que eles não podem resolver as divergências desta forma.

## Os proponentes
Philippa Foot adota uma posição realista moral, criticando a ideia de Stevenson que, quando a avaliação é sobreposta, a verdade tem dado um "equívoco em uma nova dimensão". Ela introduz, por analogia, as implicações práticas da utilização do termo "dano". Não apenas qualquer coisa conta como uma lesão. Deve haver algum prejuízo. Quando supomos que um homem quer as coisas, a lesão os impede de obter, não temos caído na velha falácia naturalista?
Pode parecer que a única maneira de fazer uma conexão necessária entre o "prejuízo" e as coisas que estão sendo evitadas, quer dizer que ele só é usado num "senso de orientação de ação" quando aplicada a algo que o falante pretende evitar. Mas devemos olhar atentamente para o movimento crucial nesse argumento, e consultar a sugestão de que alguém poderia acontecer não querer nada para o qual seria necessário o uso das mãos ou dos olhos. Mãos e olhos, assim como orelhas e pernas, desempenham um papel em tantas operações que um homem só poderia não precisar deles.
Foot argumenta que as virtudes, assim como na analogia das mãos e os olhos, jogar uma parte tão importante em tantas operações que não é plausível supor que um compromisso em uma dimensão não naturalista é necessária para demonstrar a sua bondade.
Filósofos alegam que a ação real seria necessária se "bom" fosse usado numa avaliação sincera e tivesse dificuldades mais de fraqueza da vontade, e eles devem certamente concordam que foi feito o suficiente se pudermos mostrar que qualquer homem tem motivos para visar a virtude e evitar o vício. Mas isso é incrivelmente difícil se considerarmos os tipos de coisas que contam como virtude e vício? Considere, por exemplo, as virtudes cardeais: prudência, temperança, coragem e justiça. Obviamente, qualquer homem precisa de prudência, mas ele também não precisa resistir à tentação de prazer quando há dano envolvido? E como poderia ser argumentado que nunca seria necessário enfrentar o que estava com medo por causa de algum bem? Não é óbvio que alguém iria dizer, se ele disse que temperança ou coragem não eram boas qualidades, e isso não por causa do sentido  destas palavras, mas por causa das coisas que a coragem e a temperança são.

## Críticas
Várias críticas foram levantadas contra o realismo moral: A primeira é que, enquanto o realismo pode explicar como resolver conflitos morais, ela não explica como esses conflitos surgiram em primeiro lugar. Outros recorrem à psicologia humana básica, argumentando que as pessoas possuem várias motivações que combinam de forma complexa, ou então são simplesmente equivocados sobre o que é objetivamente certo.
Outros são críticos do realismo moral porque postula a existência de uma espécie de "fato moral", que é não material e não aparece para ser acessível com o método científico. As verdades morais não podem ser observadas da mesma forma como fatos relevantes (que são objetivas), de modo que parece estranho contá-los na mesma categoria . No entanto, tal argumento poderia ser aplicado a dizer que a ciência da psicologia também não pode ser uma ciência; ou a aceitação da psicologia como ciência cognitiva vicia este argumento (o que não seria indicativo de qualquer fraqueza do argumento, como Feynman no Cargo Cult Science fez a mesma afirmação a partir de diferentes hipóteses).